# Unione Sportiva Esperia 2022-2023
Questa voce raccoglie le informazioni riguardanti l'Unione Sportiva Esperia nelle competizioni ufficiali della stagione 2022-2023.

## Stagione
Nella stagione 2022-23 l'Unione Sportiva Esperia assume la denominazione sponsorizzata di D&a Esperia Cremona.
Partecipa per la quinta volta alla Serie A2; chiude il girone A della regular season di campionato all'ottavo posto in classifica: nella successiva pool salvezza termina al primo posto, conquistando la permanenza in Serie A2.

## Organigramma societario
Area direttiva
- Presidente: Silvio Sassano
- Direttore generale: Tiziano Neviani

Area tecnica
- Allenatore: Valeria Magri
- Allenatore in seconda: Emanuele Zanoni
- Assistente allenatore: Matteo Bozzetti
- Scout man: Simone Rebessi

Area sanitaria
- Fisioterapista: Cristian Carubelli

## Rosa
| N° | Nome                | Ruolo | Data di nascita   | Nazionalità sportiva |
| -- | ------------------- | ----- | ----------------- | -------------------- |
| 1  | Kadi Kullerkann     | O     | 19 agosto 1992    | Estonia              |
| 3  | Beatrice Balconati  | P     | 6 marzo 2004      | Italia               |
| 4  | Marina Giacomello   | O     | 1º aprile 2004    | Italia               |
| 5  | Liis Kullerkann     | C     | 2 maggio 1991     | Estonia              |
| 6  | Jasmine Rossini     | S     | 17 giugno 1992    | Italia               |
| 7  | Sofia Ferrarini     | C     | 2 giugno 2001     | Italia               |
| 8  | Anna Piovesan       | S     | 27 marzo 2004     | Italia               |
| 11 | Cristina Coppi      | S     | 13 settembre 1994 | Italia               |
| 13 | Chiara Landucci     | C     | 22 maggio 2002    | Italia               |
| 14 | Ludovica Mennecozzi | P     | 5 ottobre 2003    | Italia               |
| 15 | Simona Buffo        | S     | 29 agosto 1998    | Italia               |
| 17 | Patrizia Zampedri   | L     | 13 marzo 1993     | Italia               |
| 18 | Laura Pasquino      | P     | 9 gennaio 2002    | Italia               |

## Mercato
| Acquisti | Acquisti            | Acquisti       | Acquisti   |
| R.       | Nome                | da             | Modalità   |
| -------- | ------------------- | -------------- | ---------- |
| P        | Beatrice Balconati  | Anderlini      | definitivo |
| S        | Simona Buffo        | Soverato       | definitivo |
| C        | Sofia Ferrarini     | Mondovì        | definitivo |
| O        | Marina Giacomello   | Imoco          | definitivo |
| O        | Kadi Kullerkann     | Markopoulo     | definitivo |
| C        | Liis Kullerkann     | Venelles       | definitivo |
| C        | Chiara Landucci     | Futura Giovani | definitivo |
| P        | Ludovica Mennecozzi | Volta          | definitivo |
| P        | Laura Pasquino      | Mondovì        | definitivo |
| S        | Anna Piovesan       | Chieri '76     | definitivo |
| S        | Jasmine Rossini     | Vicenza        | definitivo |

| Cessioni | Cessioni        | Cessioni         | Cessioni   |
| R.       | Nome            | a                | Modalità   |
| -------- | --------------- | ---------------- | ---------- |
| P        | Giorgia Arcuri  | New Ripalta      | definitivo |
| C        | Beatrice Badini | Alba             | definitivo |
| C        | Chiara Brandini | -                | ritirata   |
| C        | Jasmina Crestin | Voghiera         | definitivo |
| O        | Sara Lodi       | Don Colleoni     | definitivo |
| S        | Alice Martino   | Intermedia       | definitivo |
| P        | Laura Pasquino  | Volta            | definitivo |
| O        | Viola Pedretti  | Piadena          | definitivo |
| S        | Erika Pionelli  | Torbole Casaglia | definitivo |
| S        | Chiara Ravera   | Piadena          | definitivo |
| P        | Emma Rizzieri   | Ostiano          | definitivo |

## Risultati

### Serie A2

#### Girone di andata
| 1ª Giornata - 22 ottobre 2022 PalaRadi, Cremona                      | Esperia        | 3 - 0 | Offanengo         | 25-23, 25-17, 25-22               |
| 2ª Giornata - 29 ottobre 2022 Centro Pavesi, Milano                  | Club Italia    | 1 - 3 | Esperia           | 25-20, 22-25, 14-25, 23-25        |
| 3ª Giornata - 6 novembre 2022 PalaPaganelli, Sassuolo                | Idea Sassuolo  | 3 - 0 | Esperia           | 25-15, 25-22, 25-21               |
| 4ª Giornata - 9 novembre 2022 PalaRadi, Cremona                      | Esperia        | 3 - 0 | Hermaea           | 25-16, 25-23, 25-22               |
| 5ª Giornata - 13 novembre 2022 PalaFrancescucci, Casnate con Bernate | Alba           | 3 - 2 | Esperia           | 22-25, 25-10, 25-16, 12-25, 18-16 |
| 6ª Giornata - 19 novembre 2022 PalaRadi, Cremona                     | Esperia        | 2 - 3 | Montale           | 25-17, 19-25, 19-25, 25-17, 15-17 |
| 7ª Giornata - 23 novembre 2022 PalaRadi, Cremona                     | Esperia        | 0 - 3 | Millenium Brescia | 17-25, 16-25, 20-25               |
| 8ª Giornata - 27 novembre 2022 PalaBione, Lecco                      | Lecco Picco    | 1 - 3 | Esperia           | 29-31, 25-19, 16-25, 14-25        |
| 9ª Giornata - 3 dicembre 2022 PalaBorsani, Castellanza               | Futura Giovani | 3 - 0 | Esperia           | 25-19, 25-16, 25-15               |
| 10ª Giornata - 10 dicembre 2022 PalaRadi, Cremona                    | Esperia        | 0 - 3 | Mondovì           | 19-25, 18-25, 19-25               |
| 11ª Giornata - 18 dicembre 2022 PalaSanbapolis, Trento               | Trentino       | 3 - 1 | Esperia           | 25-18, 24-26, 25-14, 25-21        |

#### Girone di ritorno
| 12ª Giornata - 26 dicembre 2022 PalaCoim, Offanengo                        | Offanengo         | 3 - 2 | Esperia        | 25-19, 24-26, 25-20, 21-25, 19-17 |
| 13ª Giornata - 7 gennaio 2023 PalaRadi, Cremona                            | Esperia           | 3 - 0 | Club Italia    | 25-19, 25-10, 25-16               |
| 14ª Giornata - 14 gennaio 2023 PalaRadi, Cremona                           | Esperia           | 0 - 3 | Idea Sassuolo  | 17-25, 23-25, 15-25               |
| 15ª Giornata - 18 gennaio 2023 Geopalace, Olbia                            | Hermaea           | 3 - 1 | Esperia        | 25-20, 18-25, 25-23, 25-22        |
| 16ª Giornata - 21 gennaio 2023 PalaRadi, Cremona                           | Esperia           | 2 - 3 | Alba           | 26-28, 25-23, 16-25, 27-25, 12-15 |
| 17ª Giornata - 5 febbraio 2023 Palestra Vezio Magagni, Castelnuovo Rangone | Montale           | 2 - 3 | Esperia        | 20-25, 22-25, 25-15, 25-21, 16-18 |
| 18ª Giornata - 8 febbraio 2023 PalaGeorge, Montichiari                     | Millenium Brescia | 3 - 0 | Esperia        | 25-19, 25-21, 26-24               |
| 19ª Giornata - 11 febbraio 2023 PalaRadi, Cremona                          | Esperia           | 3 - 1 | Lecco Picco    | 28-26, 19-25, 25-14, 25-19        |
| 20ª Giornata - 18 febbraio 2023 PalaRadi, Cremona                          | Esperia           | 1 - 3 | Futura Giovani | 25-22, 21-25, 13-25, 13-25        |
| 21ª Giornata - 26 febbraio 2023 PalaManera, Mondovì                        | Mondovì           | 3 - 1 | Esperia        | 25-14, 25-17, 24-26, 25-15        |
| 22ª Giornata - 5 marzo 2023 PalaRadi, Cremona                              | Esperia           | 0 - 3 | Trentino       | 24-26, 23-25, 14-25               |

#### Pool salvezza
| 1ª Giornata - 12 marzo 2023 Palazzetto dello Sport, Marsala        | Marsala   | 3 - 2 | Esperia   | 25-21, 20-25, 15-25, 28-26, 18-16 |
| 3ª Giornata - 22 marzo 2023 PalaRadi, Cremona                      | Esperia   | 3 - 0 | Sant'Anna | 25-15, 25-13, 25-23               |
| 4ª Giornata - 26 marzo 2023 PalaPellini, Perugia                   | Perugia   | 1 - 3 | Esperia   | 22-25, 25-20, 17-25, 20-25        |
| 5ª Giornata - 2 aprile 2023 PalaIaquaniello, Sant'Elia Fiumerapido | Assitec   | 3 - 0 | Esperia   | 25-21, 25-23, 25-22               |
| 6ª Giornata - 7 aprile 2023 PalaRadi, Cremona                      | Esperia   | 3 - 2 | Vicenza   | 25-13, 21-25, 10-25, 25-15, 15-13 |
| 7ª Giornata - 15 aprile 2023 PalaRadi, Cremona                     | Esperia   | 3 - 1 | Marsala   | 19-25, 25-15, 25-17, 25-22        |
| 9ª Giornata - 26 aprile 2023 Palestra UniMe, Messina               | Sant'Anna | 3 - 0 | Esperia   | 25-16, 25-12, 25-21               |
| 10ª Giornata - 30 aprile 2023 PalaRadi, Cremona                    | Esperia   | 3 - 1 | Perugia   | 25-27, 26-24, 25-18, 25-18        |
| 11ª Giornata - 6 maggio 2023 PalaRadi, Cremona                     | Esperia   | 3 - 1 | Assitec   | 25-19, 20-25, 25-15, 25-21        |
| 12ª Giornata - 14 maggio 2023 Palasport Città di Vicenza, Vicenza  | Vicenza   | 0 - 3 | Esperia   | 19-25, 19-25, 22-25               |

## Statistiche

### Statistiche di squadra
| Competizione | Punti | In casa | In casa | In casa | In trasferta | In trasferta | In trasferta | Totale | Totale | Totale |
| Competizione | Punti | G       | V       | P       | G            | V            | P            | G      | V      | P      |
| ------------ | ----- | ------- | ------- | ------- | ------------ | ------------ | ------------ | ------ | ------ | ------ |
| Serie A2     | 45    | 16      | 9       | 7       | 16           | 5            | 11           | 32     | 14     | 18     |
| Totale       | -     | 16      | 9       | 7       | 16           | 5            | 11           | 32     | 14     | 18     |

G = partite giocate; V = partite vinte; P = partite perse 

### Statistiche dei giocatori
| Giocatore     | Serie A2 | Serie A2 | Serie A2 | Serie A2 | Serie A2 | Totale | Totale | Totale | Totale | Totale |
| Giocatore     | P        | PT       | AV       | MV       | BV       | P      | PT     | AV     | MV     | BV     |
| ------------- | -------- | -------- | -------- | -------- | -------- | ------ | ------ | ------ | ------ | ------ |
| B. Balconati  | 25       | 14       | 9        | 4        | 1        | 25     | 14     | 9      | 4      | 1      |
| S. Buffo      | 23       | 138      | 120      | 4        | 14       | 23     | 138    | 120    | 4      | 14     |
| C. Coppi      | 26       | 91       | 80       | 3        | 8        | 26     | 91     | 80     | 3      | 8      |
| S. Ferrarini  | 31       | 237      | 152      | 66       | 19       | 31     | 237    | 152    | 66     | 19     |
| M. Giacomello | 20       | 93       | 80       | 9        | 4        | 20     | 93     | 80     | 9      | 4      |
| K. Kullerkann | 31       | 342      | 302      | 26       | 14       | 31     | 342    | 302    | 26     | 14     |
| L. Kullerkann | 29       | 200      | 124      | 55       | 21       | 29     | 200    | 124    | 55     | 21     |
| C. Landucci   | 20       | 84       | 36       | 39       | 9        | 20     | 84     | 36     | 39     | 9      |
| L. Mennecozzi | 22       | 45       | 18       | 5        | 22       | 22     | 45     | 18     | 5      | 22     |
| L. Pasquino   | 10       | 18       | 7        | 8        | 3        | 10     | 18     | 7      | 8      | 3      |
| A. Piovesan   | 25       | 257      | 211      | 37       | 9        | 25     | 257    | 211    | 37     | 9      |
| J. Rossini    | 32       | 372      | 342      | 15       | 15       | 32     | 372    | 342    | 15     | 15     |
| P. Zampedri   | 29       | 0        | 0        | 0        | 0        | 29     | 0      | 0      | 0      | 0      |

P = presenze; PT = punti totali; AV = attacchi vincenti; MV = muri vincenti; BV = battute vincenti